# Erasmus-Kittler-Medaille
Die Erasmus-Kittler-Medaille ist ein Wissenschaftspreis der Technischen Universität Darmstadt.

## Geschichte und Beschreibung
Die Medaille, die seit 1977 verliehen wird, ist nach Erasmus Kittler benannt.
Kittler war der Inhaber des weltweit ersten Lehrstuhls für Elektrotechnik.
Personen, die sich durch besondere Verdienste um die Technische Hochschule Darmstadt bzw. ihrer Nachfolgerin die Technische Universität Darmstadt ausgezeichnet haben, können mit der Erasmus-Kittler-Medaille geehrt werden.

## Preisträger (Auswahl)
- 1977 Karl Marguerre
- 1987 Heinrich Wiegand
- 1991 Robert Piloty (Informatiker)
- 1995 Hans-Georg Retzko
- 1995 Bernhard Cramer (Ingenieur)
- 2005 Gerhard Pahl
- 2005 Horst Schnur
- 2007 Martin Knell
- 2017 Dietmar Hennecke